# Соколов, Михаил Владимирович (депутат)
Михаил Владимирович Соколов (27 ноября 1967 год, Днепропетровск, Украина) — украинской предприниматель, ранее (до 2019 года) общественный и государственный деятель, народный депутат Украины VI и IX созыва.

## Биография
В 1985 году окончил среднюю школу № 67 с математическим профилем. В 1991 году окончил Днепропетровский государственный университет по специальности «инженер-механик летательных аппаратов».
С 1991 — 1997 год работал на ПО «ЮМЗ» мастером, инженером-конструктором.
С 1997 — 1999 год работал заместителем директора ООО «Укр-фарма». С 1999 год — 2000 год работал заместителем директора ООО «Оптимафарм». Далее карьера Соколова продолжилась на предприятии «Эвист», где он также трудился на должности заместителя директора до января 2002 года. Затем был директором по развитию предприятия «СДС». Последующие три года до октября 2007 года работал заместителем директора ООО «Технофарм».
В 2001 году внедрил в Днепропетровске программу снабжения города питьевой водой. По окончании проекта получил диплом "Международный академический рейтинг популярности и качества "Золотая фортуна", а также премию "Лучший проект года". 
В 2002 году начинает политическую карьеру. Дважды избирался депутатом Днепропетровского городского совета.
С 21 декабря 2016 года - член Торгово-промышленной палаты Украины.
В 2019 году прекратил политическую карьеру, сконцентрировавшись на предпринимательской деятельности. Является собственником ряда украинских коммерческих предприятий, осуществляющих деятельность в различных отраслях экономики. 

## Общественно-политическая деятельность
С 2002 по 2007 года — депутат Днепропетровского городского совета.
Народный депутат Украины VI созыва с 23 ноября 2007 до 12 декабря 2012 года Член Комитета по вопросам правосудия, член Специальной контрольной комиссии по вопросам приватизации (с декабря 2007).
Как Народный депутат Украины, принимал активное участие и внес значительный вклад в отмену визового режима между Украиной и Израилем, что значительно облегчило жизнь украинским туристам.
В феврале 2013 года вместе с Народными депутатами Украины от Объединенной оппозиции создал правозащитную общественную организацию «Всеукраинская комиссия справедливости». Был избран председателем этой комиссии. Комиссия активно ведет правозащитную деятельности. За время работы в комиссию обратилось за помощью более 15 000 человек по всей Украине. Комиссия собрала и передала Президенту Украины более 5000 подписей за освобождение Юлии Тимошенко, Юрия Луценко и других украинских политзаключенных.
В декабре 2014 года организовал визит в Киев Президента Ассоциации конгрессменов США Джима Слэттери в рамках кампании в защиту семейной усадьбы выдающегося авиаконструктора Игоря Сикорского и создание музея в ней. Президент международного фонда «Trident foundation».
В апреле 2015 года выступил одним из инициаторов и организаторов создания Социальной платформы «Важен каждый», презентовал программу социально-ориентированных реформ.
25 октября 2015 года избран депутатом Николаевского областного совета от ВО «Батькивщина». С ноября 2015 года — первый заместитель председателя Николаевского областного совета.
В ноябре 2019 года сложил с себя полномочия депутата Николаевского областного Совета, а также председателя Николаевской областной партийной организации ВО "Батькивщина".

## Семья
Отец — Владимир Соколов, Герой Социалистического труда, главный инженер Южного машиностроительного завода (ВО Южмаш) в 1982—1987 годах.
Михаил Соколов женат, воспитывает пятерых детей.